# Rogue Galaxy
Rogue Galaxy (ローグギャラクシー?, Rōgu Gyarakushī) è un videogioco di genere Action RPG, pubblicato dalla Sony nel 2005 in Giappone e nel 2007 nel resto del mondo, e sviluppato per PlayStation 2 e pubblicato nel 2015 su PlayStation 4 tramite PlayStation Network.

## Trama
Jaster Rogue, un ragazzo che vive, sotto la protezione del prete Raul, sul pianeta desertico Rosa, pianeta da poco annesso alla Federazione di Longardia, torna nella sua città dopo un viaggio nel deserto, ma appena tornato la città viene attaccata da dei mostri. Mentre cerca di rendersi conto di ciò che sta accadendo, viene attaccato da alcune bestie. In suo aiuto accorre un misterioso personaggio, che si sbarazza facilmente delle bestie che stanno assalendo Jaster. I due si avviano quindi verso il centro della città, per cercare di fermare il mostro più grande. Nel frattempo, per le strade circolano due strani personaggi: un robot e un uomo con una tuta da astronauta, apparentemente alla ricerca di qualcuno. Il misterioso alleato di Jaster appena intravede i due capisce che stanno cercando lui: quindi si separa da Jaster, donandogli la sua spada e il suo "rileva-battaglie", uno strumento che registra i nemici sconfitti dai cacciatori di tutta la galassia, stilando poi una classifica. Jaster incontra i due, che subito riconoscono la spada di Jaster: è una delle leggendarie Spade delle Sette Stelle, intorno alle quali ruota una vera e propria religione. Credendo Jaster il legittimo proprietario della spada si presentano: il robot, di nome Steve, e Simon, quello vestito da astronauta, fanno parte dell'equipaggio della leggendaria nave spaziale pirata Dorgenark e stanno cercando il cacciatore Artiglio del Deserto, possessore di una Spada delle Sette Stelle, per reclutarlo a bordo della Dorgenark. Dopo aver sconfitto la bestia che sta distruggendo la città, Jaster decide di imbarcarsi sulla Dorgenark, per raggiungere il suo sogno, andare nello spazio. Rischia di essere divorato da degli enormi vermi del deserto, ma la figlia del capitano Dorgengoa lo salva. A bordo della nave Jaster fa anche la conoscenza di Zegram, un mercenario dall'oscuro passato; anche se non riesce a parlare con il capitano.
Abbandonato il pianeta Rosa il gruppo si dirige verso il pianeta Zerard, dove si trova la sede della Gilda Galattica, per rinnovare il passaporto galattico. Ma quando la nave attraversa la nebulosa Rosa viene assaltata da bestie spaziali, che danneggiano gravemente lo scafo. L'equipaggio è così costretto ad affrontare un atterraggio di fortuna sul pianeta Juraica, coperto interamente da foreste. I danni riportati sono gravissimi: tutto il carburante è andato irrimediabilmente perso. Quindi a Jaster, Kisala e Zegram viene affidato il compito di recuperare il Frutto del Fuoco, usato per produrre il carburante indispensabile per far ripartire la nave. Ma entrano in conflitto con i Burkaqua, la tribù che controlla quella zona di foresta. Salvano quindi Kisala, catturata mentre stavano spiando una guerriera Burkaqua (che si presenta con il nome di Lilika) e una ragazza cieca, da una rana gigante mutata dalla Runa (una misteriosa sostanza che rende malvagio qualsiasi cosa con cui entri in contatto). Quella ragazza, Miri, sorella di Lilika, si stava purificando alla fonte perché doveva essere offerta in sacrificio al Dio delle Stelle, per fermare un misterioso morbo che da qualche tempo colpisce i Burkaqua. Jaster e i suoi compagni decidono di fermare la tribù, e ottengono il consenso di un membro della tribù, molto legato alla sorella di Lilika. Ma a nulla servono i loro sforzi, così decidono di fermare con la forza il sacrificio. Arrivati all'altare sacrificale scoprono che il Dio delle stelle non era altro che un mostro. Dopo averlo sconfitto Jaster ed i suoi compagni ripartono in viaggio verso Zerard assieme a Lilika, la quale viene esiliata dal villaggio con il solo motivo di mantenere viva la leggenda del Dio delle Stelle per riuscire a controllare il villaggio.

## Personaggi
Personaggi principali
- Jaster Rogue: un ragazzo di Rosa, allevato dal prete Raul, che lo ha cresciuto nella sua chiesa. Jaster si è sempre dato da fare per aiutare il suo povero pianeta e il suo grande sogno, alimentato dalle notti passate a guardare le stelle con Raul, è quello di viaggiare nello spazio. Durante l'attacco della Salamandra Mark VIII a Salgin, Jaster combatte prima a fianco di un misterioso incappucciato, e poi assieme al robot Steve e al buffo Simon, pirati della Dorgenark andati su Rosa per trovare il leggendario cacciatore di taglie Artiglio del Deserto. Verso la fine della storia si scopre che Jaster discende dal "Re delle Stelle", un leggendario sovrano, venerato come un dio, che 10.000 anni prima governò e unificò la galassia, fino ad allora sempre in conflitto. Jaster mostrerà infine di potersi trasformare: i suoi capelli si radrizzano, diventando di un rosso scuro, il suo corpo viene avvolto da un'intensa aura del medesimo colore. Con questa trasformazione, Jaster ottiene un potere immenso, al punto che i suoi compagni, si convincono di trovarsi davanti a una divinità.

- Kisala: Kisala è una dolce e forte ragazza, figlia del capitano pirata, Dorgengoa, che porta in salvo Jaster mentre cerca di salire sulla Dorgenark in partenza da Rosa. Lei è l'unica donna a bordo della nave quando Jaster si unisce. Per Kisala le armi principali sono due pugnali gemelli e le sue armi secondarie sono i suoi stivali. Si scoprirà infine che Kisala è figlia della regina di Mariglenn. Il Robot della regina riuscì a portarla fuori dalla dimensione dove era stato rinchiuso il pianeta per poi essere trovata e cresciuta come figlia dal capitano della Dorgengoa. Alla fine della storia, dopo la sconfitta della runa madre il pianeta Marigleen uscirà dalla dimensione in cui era stato rinchiuso. Kisala deciderà di rimanere lì a governare nonostante il disappunto di Jaster e del capitano. Tuttavia dopo i sottotitoli di coda il capitano in compagnia di Jaster e Zegram annuncerà di avere un'ultima missione da fare come pirati e che la destinazione attuale è Mariglenn. Facendo intuire di essere tornati indietro a riprendersi Kisala.

- Zegram Ghart: Zegram è uno dei migliori cacciatori di mostri della galassia, gli piace particolarmente il Grog e si è unito alla ciurma della Dorgenark per volere di Dorgengoa. Zegram è distaccato e diffidente e non offre indizi del suo passato, quando Jaster si unisce all'equipaggio, Zegram ha i suoi dubbi sul fatto che il protagonista sia davvero il famoso artiglio del deserto. Le armi di Zegram sono la spada e lo shuriken. Col proseguire della storia si scoprirà che Zegram aveva una fidanzata, morta a causa di una malattia. Fece poi un patto che una azienda della genetica che gli avrebbero promesso di riportarla in vita se lui in cambio gli avresse portato una determinata cosa.

- Steve Pokaccho: Steve Pokaccho è un androide creato dal dottor Donald Pokaccho, Steve funge da navigatore della nave a causa del suo database interno avente una memoria più forte e più veloce rispetto a quella di qualsiasi altro membro dell'equipaggio. Steve è forse la persona più innocente dell'equipaggio e non ha mai l'intenzione di danneggiare gli altri. Le sue armi sono le sue mani ed un paio di droni.

- Simon Wicard: Simon Wicard è un membro dell'equipaggio Dorgengoa e buon amico di Steve, lui è noto per avere un fiducioso e allegro accento scozzese. Simon è un uomo basso e robusto il cui corpo è in gran parte coperto in una tuta spaziale di grandi dimensioni. Lui e Steve nella prima missione che fanno nel gioco scambiano il protagonista per il famoso Artiglio del Deserto, lo porteranno sulla loro nave dando così inizio all'avventura. Le sue armi sono bombe e lancia missili. Col proseguire della storia si scopre che Simon era uno scienziato e che a causa di un incidente il corpo venne completamente sfigurato costringendolo a portare sempre la tuta per coprirsi. Si scoprirà che Simon ha una moglie e una figlia che girano per i pianeti alla sua ricerca. Simon tuttavia, considerandosi un mostro, si rifiuta di mostrarsi a loro. Comprendendo infine cosa è importante, cioè sua moglie e sua figlia, deciderà alla fine di tornare da loro.

- Lilika Rhyza: Lilika è una giovane guerriera burkaqua dai capelli lunghi e viola, disposta a tutto per il bene del suo villaggio. Quando una mortale epidemia si abbatte su Juraika accetterà di offrire in sacrificio la sorella minore, Miri, ma fortunatamente Jaster e Kisala riusciranno a dissuaderla. Lilika sarà così esiliata dal suo villaggio e si unirà alla ciurma di Dorgengoa. Le sue armi sono l'arco e le accette.

- Deego Aegis: Deego è un cane antropomorfo che viene arruolato dalla ciurma su Vedan. Imponente fisicamente, poiché molto alto e muscoloso, Deego è inoltre dotato di un braccio meccanico (che sostituisce il suo braccio destro) nel quale sono installati un lanciamissili o un mitragliatore, a seconda dell'equipaggiamento che il giocatore decide di impostare. Come già detto, Deego usa come arma un mitra o un lanciamissili, ma la sua arma principale è l'ascia da combattimento, che maneggia con una mano sola, grazie alla straordinaria forza che lo contraddistingue.

- Jupis Tooki McGanel: peculiare personaggio proveniente da Zerard, Jupis sarà prima nemico e poi membro della ciurma di Dorgengoa. Fisicamente si presenta come un rettile antropomorfo, con braccia e collo molto lunghi e muso simile a quello di una lucertola. Jupis è un abilissimo e intelligentissimo hacker e programmatore, nonché un abile combattente. Le sue armi sono la lancia, che tiene riposta sulla schiena quando non la brandeggia, e il portadischi, strana scatola contenente oggetti simili a shuriken, che Jupis scaglia contro gli avversari. Le sue abilità speciali sono forse le più comiche tra tutte quelle disponibili, difatti prevedono che Jupis ingerisca un peperoncino piccante e sputi successivamente una fiammata, o che beva una tazza di te seduto su una sedia.

## I pianeti di Rogue Galaxy
- Rosa: piccolo pianeta desertico ricco di risorse, da poco aderito con la forza alla Federazione di Longardia per proteggerlo dall'Impero di Draxia. Jaster è stato ritrovato qui da padre Raul e allevato come un figlio. Il centro abitato più importante è Salgin, mentre a sud si estende l'immenso deserto di Sylvazard, costellato di rovine legate al pianeta Eden. A nord invece vi è il deserto di Kuje, ancora più temibile a causa delle tempeste di sabbia e delle strane apparizioni di spiriti. Si dice che, da qualche parte in questo deserto, vi sia uno strano e fertile villaggio dove il tempo non sembra scorrere...

- Nebulosa rosa: una splendida nebulosa rosa, amata da tutti i viaggiatori galattici. Qui la Dorgenark viene attaccata dai mostri.

- Juraika: un mondo ricoperto del tutto da foreste. La Dorgenark è costretta ad un atterraggio di fortuna qui dopo un attacco di demoni nella Nebulosa Rosa. Piuttosto primitivo rispetto ad altri pianeti, questo posto è popolato da tribù stile africano-precolombiano ancora molto legato a superstizioni e leggende. Su questo pianeta si trovano inoltre le rovine del castello di Re Leo, uno dei 12 re dello spazio. Lilika è un abitante di questo pianeta.

- Zerard: il pianeta più avanzato della galassia, sede di importanti edifici quali la Gilda Galattica, la prigione di Rosencaster e la sede della Daytron. Dietro la città si stagliano le immense Torri Gladius, fatte erigere dai figli gemelli di re Libra, uno dei 12. Arrivati qui per rinnovare il passaporto galattico, prima di riuscire nell'impresa dovranno affrontare diverse peripezie, l'arresto e l'evasione da Rosencaster e la cattura di Jupis Tooki, l'hacker terrorista che ha preso il controllo della Daytron, e che diverrà poi un alleato.

- Vedan: pianeta minerario. L'unica zona abitata, la città di Myna, è avvolta in una notte perenne ed è controllata dalla mafia, capitanata dalla famiglia Morarty. La zona più allegra della città è di sicuro la piazza del bar di Angela, amica di vecchia data di Deego. Sotto nei canali vivono i figli dei minatori rimasti uccisi, comandati dall'intelligente Harry. Questi canali nascondono anche la cripta di re Cancer.

- Alistia: questo mondo non fa parte della trama principale. Pianeta tropicale, composto al 90% di acqua, e occupato da due razze, Sleeg, animali marini umanoidi, e Meren, simili a sirene. Di quest'ultima è rimasta in vita una sola ragazza, Nina, che però è in buoni rapporti con gli Sleeg. Il resto della sua razza è stata sterminata dalle sostanze inquinanti della succursale della Daytron su Alistia. I ribelli dopo un lungo assedio, riusciranno a sconfiggere l'azienda, vedendosela con Ganimede, un gigantesco paguro bionico creato dalla Daytron.

- Marigleen: Marigleen era un tempo il pianeta più sviluppato della galassia, conosciuto nelle storie con il nome di "Eden". Avanzato tecnologicamente, questo mondo fu attaccato dalla signora della Runa, Madre, che lentamente invase il pianeta e lo corruppe, fino a farlo assomigliare in alcune regioni a Marte, o addirittura ad Io. Le poche persone sopravvissute vivono nel castello della regina Freidias, che per salvaguardare la galassia ha nascosto il pianeta in un'altra dimensione, mandando il suo fedele robot Ragnar a inviare gli oggetti necessari ad aprire una porta per raggiungere Marigleen. Lo sbalzo di anni fra Marigleen e la galassia è enorme: mentre Marigleen è rimasto invaso dalla Runa per circa un anno, nella galassia sono passati 10.000 anni e di Marigleen non è rimasta che leggenda.

## Colonna sonora
Le musiche sono state composte da Tomohito Nishiura e ricordano quelle di giochi come Skies of Arcadia e Star Ocean. Il brano finale è composto da Tomohito Nishiura e scritto, arrangiato ed eseguito da Barbara Kessler.